# Spodnja Branica
Spodnja Branica – wieś w Słowenii, w gminie miejskiej Nova Gorica. W 2018 roku liczyła 106 mieszkańców. 